# Leptocentrus horizontatus
Leptocentrus horizontatus är en insektsart som beskrevs av Mohammad och S. Ahmad 1989. Leptocentrus horizontatus ingår i släktet Leptocentrus och familjen hornstritar. Inga underarter finns listade i Catalogue of Life.